# Liste der Kulturdenkmäler in Bobenhausen II
Die folgende Liste enthält die in der Denkmaltopographie ausgewiesenen Kulturdenkmäler auf dem Gebiet des Ortsteils Bobenhausen II der Gemeinde Ulrichstein, Vogelsbergkreis, Hessen.
Hinweis: Die Reihenfolge der Denkmäler in dieser Liste orientiert sich an der Anschrift, alternativ ist sie auch nach der Bezeichnung oder der Bauzeit sortierbar.
Kulturdenkmäler werden fortlaufend im Denkmalverzeichnis des Landes Hessen durch das Landesamt für Denkmalpflege Hessen auf Basis des Hessischen Denkmalschutzgesetzes (HDSchG) geführt. Die Schutzwürdigkeit eines Kulturdenkmals hängt nicht von der Eintragung in das Denkmalverzeichnis des Landes Hessen oder der Veröffentlichung in der Denkmaltopographie ab.

| Bild                              | Bezeichnung                       | Lage                              | Beschreibung | Bauzeit | Daten |
| --------------------------------- | --------------------------------- | --------------------------------- | --- | ------- | ----- |
|                                   |                                   | Ulrichsteiner Straße 13 Lage      | |         |       |
| Bruecke                           | Bruecke                           | Wohnfelder Straße Lage            | |         |       |
| Brunnen                           | Brunnen                           | Hoherodskopfstraße Lage           | |         |       |
|                                   |                                   | Ulrichsteiner Straße 14 Lage      | |         |       |
|                                   |                                   | Ulrichsteiner Straße 12 Lage      | |         |       |
| Kirche                            | Kirche                            | Ulrichsteiner Straße 10 Lage      | einschiffige Saalkirche von 1765 im Stil des Rokoko mit spätromanischem, wehrhaftem Westturm aus der ersten Hälfte des 13. Jahrhunderts | 1765    |       |
|                                   |                                   | Ulrichsteiner Straße 9 Lage       | |         |       |
|                                   |                                   | Ulrichsteiner Straße 8 Lage       | |         |       |
|                                   |                                   | Ulrichsteiner Straße 1 Lage       | |         |       |
| Backhaus                          | Backhaus                          | Hoherodskopfstraße Lage           | |         |       |
|                                   |                                   | Hoherodskopfstraße 81 Lage        | |         |       |
|                                   |                                   | Hoherodskopfstraße 77 Lage        | |         |       |
|                                   |                                   | Hoherodskopfstraße 73 Lage        | |         |       |
|                                   |                                   | Hoherodskopfstraße 72 Lage        | |         |       |
|                                   |                                   | Hoherodskopfstraße 71 Lage        | |         |       |
|                                   |                                   | Hoherodskopfstraße 66 Lage        | |         |       |
|                                   |                                   | Hoherodskopfstraße 65 Lage        | |         |       |
|                                   |                                   | Hoherodskopfstraße 63 Lage        | |         |       |
|                                   |                                   | Hoherodskopfstraße 61 Lage        | |         |       |
|                                   |                                   | Hoherodskopfstraße 59 Lage        | |         |       |
|                                   |                                   | Hoherodskopfstraße 55 Lage        | |         |       |
|                                   |                                   | Hoherodskopfstraße 54 Lage        | |         |       |
|                                   |                                   | Hoherodskopfstraße 52 Lage        | |         |       |
|                                   |                                   | Hoherodskopfstraße 48 Lage        | |         |       |
|                                   |                                   | Hoherodskopfstraße 47 Lage        | |         |       |
|                                   |                                   | Hoherodskopfstraße 46 Lage        | |         |       |
|                                   |                                   | Hoherodskopfstraße 42 Lage        | |         |       |
|                                   |                                   | Hoherodskopfstraße 43 Lage        | |         |       |
|                                   |                                   | Hoherodskopfstraße 38 Lage        | |         |       |
|                                   |                                   | Hoherodskopfstraße 37 Lage        | |         |       |
|                                   |                                   | Hoherodskopfstraße 35 Lage        | |         |       |
|                                   |                                   | Hoherodskopfstraße 27 Lage        | |         |       |
| Backhaus                          | Backhaus                          | Hoherodskopfstraße 23 Lage        | |         |       |
|                                   |                                   | Hoherodskopfstraße 19 Lage        | |         |       |
|                                   |                                   | Hoherodskopfstraße 10 Lage        | |         |       |
| Gefallenendenkmal bei Kirche      | Gefallenendenkmal bei Kirche      | Ulrichsteiner Straße 10 Lage      | |         |       |
|                                   |                                   | Hans-Jakob-Bücking-Straße 10 Lage | |         |       |
|                                   |                                   | Hans-Jakob-Bücking-Straße 9 Lage  | |         |       |
|                                   |                                   | Hans-Jakob-Bücking-Straße 6 Lage  | |         |       |
| Backhaus                          | Backhaus                          | Hans-Jakob-Bücking-Straße 4 Lage  | |         |       |
| Bild gesucht BW                   | Gesamtanlage Bobenhausen          | Lage                              | |         |       |
| Außerhalb der Ortslage Friedhof   | Außerhalb der Ortslage Friedhof   | Lage                              | |         |       |
| Außerhalb der Ortslage Wasserwerk | Außerhalb der Ortslage Wasserwerk | Lage                              | |         |       |

- Karte mit allen Koordinaten der Denkmäler:
- OSM |
- WikiMap